# Suella Braverman
Sue-Ellen Cassiana "Suella" Braverman (/ˈbrævərmən/; szül. Fernandes, Harrow, London, 1980. április 3.) brit ügyvéd és konzervatív politikus, Fareham választókerület képviselője. 2020 és 2022 között Anglia és Wales főügyésze, amit követőem Liz Truss rövid életű kormányának, majd 2023 novemberéig Rishi Sunak kormányának belügyminisztere volt.

## Életpályája
A 2018. januári kormányátalakítás során Theresa May kinevezte az Európai Unióból való kilépésért felelős parlamenti helyettes államtitkárnak. A 2020. februári kormányátalakításon Boris Johnson által Anglia és Wales, és Észak-Írország főügyészévé nevezték ki.
Miután Johnson 2022 júliusában lemondott, Braverman utódjaként indult a Konzervatív Párt vezetői választásán, de a szavazás második fordulójában kiesett. Ezt követően Truss miniszterelnöki pozícióba kerülését támogatta. Miután Truss megnyerte a konzervatív párt vezetőválasztását és kormányfő lett, Bravermant a Truss-kormány belügyminiszterévé tette.  Erről a pozíciójáról hamarosan lemondott, élesen bírálva a kormányfőt. A belügyminiszteri pozíciót a Turss-kormány helyébe lépett Sunak-kormányban is betöltötte. 2023. november 13-án eltávolították posztjáról.

## Fordítás
Ez a szócikk részben vagy egészben  a   Suella Braverman című angol Wikipédia-szócikk ezen változatának fordításán alapul.  Az eredeti cikk szerkesztőit annak laptörténete sorolja fel. Ez a jelzés csupán a megfogalmazás eredetét és a szerzői jogokat jelzi, nem szolgál a cikkben szereplő információk forrásmegjelöléseként.